# Ingresso trionfale di Enrico IV a Parigi
Ingresso trionfale di Enrico IV a Parigi  è un dipinto di Peter Paul Rubens che fa parte di una serie di dipinti sulla vita di Enrico IV di Francia, ordinata dalla regina Maria de' Medici per il Palazzo del Lussemburgo e rimasta incompleta. Il suo pendant, con Enrico IV alla battaglia d'Ivry, si trova anche questo agli Uffizi.

## Descrizione e storia
Enrico di Borbone, che era ugonotto, si convertì al cattolicesimo il 25 luglio 1593, nella Basilica di Saint-Denis; il 27 febbraio 1594 fu consacrato re di Francia, nella cattedrale di Chartres, col nome di Enrico IV e poté quindi fare il suo ingresso trionfale a Parigi, il 22 marzo 1594. Gli si attribuisce la frase: "Parigi val bene una Messa".
Questo grande dipinto, insieme al suo pendant, fu acquistato dal granduca di Toscana Cosimo III de' Medici nel 1686 e proviene dall'abbazia del San Sepolcro a Cambrai. Le due grandi tele decorano ora la "Sala della Niobe".

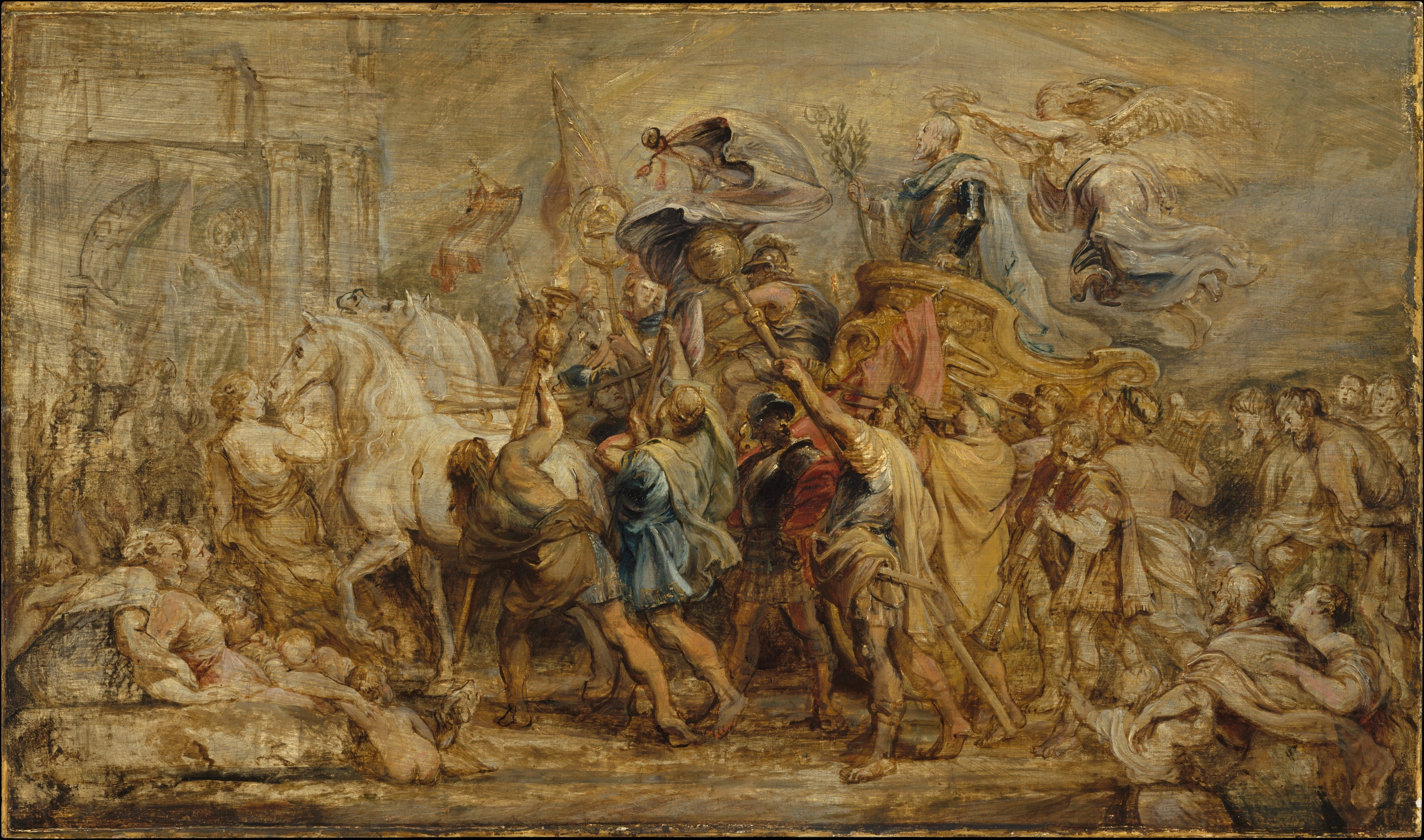
Rubens, Trionfo di Enrico IV, bozzetto, MET

Un bozzetto su tavola, con il Trionfo di Enrico IV (49,5×83,5 cm), studio preparatorio per il dipinto di grandi dimensioni, si trova a New York, al Metropolitan Museum. Schizzi su carta, preparatori per l'intera serie di tele, sono a Londra alla Wallace Collection, a Bayonne  al Museo Bonnat e a New York al Metropolitan Museum.
Una tela con Ingresso trionfale a Parigi di Enrico IV è stata dipinta nel 1817 da François Gérard - pittore che su commissione  raffigurava  soggetti della storia di Francia - e si trova al castello di Versailles.

## Mostre
- Rubens e la pittura fiamminga del Seicento nelle collezioni pubbliche fiorentine, Firenze, 1977[3]